# 춤추는 대뉴욕
《춤추는 대뉴욕》(영어: On the Town)은 1949년 개봉한 미국의 뮤지컬 영화이다. 진 켈리와 스탠리 도넌이 감독을 맡았으며, 1944년 동명 뮤지컬이 영화의 원작이다. 2006년 미국 국립영화등기부에 등재되었다.

## 출연

### 주연
- 진 켈리
- 프랭크 시나트라

### 조연
- 베티 가렛
- 앤 밀러
- 줄스 먼신
- 베라-엘렌
- 플로렌스 베이츠
- 앨리스 피어스
- 조지 미더

## 기타
- 원작자: 아돌프 그린
- 원작자: 벳티 콤든
- 미술: 세드릭 기븐스
- 미술: 잭 마틴 스미스
- 의상: 헬렌 로즈
- Ass-PD: 로저 에덴스